# Warren E. Burger
Warren E. Burger (17. září 1907, Saint Paul, Minnesota – 25. červen 1995, Washington, D.C.) byl americký politik a předseda Nejvyššího soudu USA.
Byl náměstkem ministra spravedlnosti USA (1953–1956), poté soudcem federálního odvolacího soudu, než byl 9. června 1969 jmenován předsedou Nejvyššího soudu USA.
Warren E. Burger vedl Nejvyšší soud k poněkud menší justiční aktivitě, ale většinu zásadních rozhodnutí svého předchůdce ponechal, i když v dosti modifikovaném rozsahu. Burgerův soud byl často rozštěpen kvůli interrupcím a právům osob obžalovaných ze zločinů.
Warren E. Burger oznámil 17. června 1986 svoji rezignaci.

## Přísahy prezidentů
Na základě americké tradice do jeho rukou složili přísahu tito prezidenti USA:
- 20. ledna 1973 – Richard Nixon
- 9. srpna 1974 – Gerald Ford
- 20. ledna 1977 – Jimmy Carter
- 20. ledna 1981 – Ronald Reagan
- 20. ledna 1985 soukromě a 21. ledna 1985 veřejně – Ronald Reagan